# 王兴 (奉新公)
王兴（前1世纪—18年），京兆（今陕西西安）人，新朝奉新公。
西汉末年，王兴本为城门令史。始建国元年（9年），王莽称帝时，因为哀章进献所造符命有王兴之名，王莽想要伪托符命来迷惑众人，遂将他从布衣擢升为卫将军，封奉新公，与甄丰、孙建、王盛合为四将。天凤五年（18年），王莽的孙子功崇公王宗由于给自己画了一幅像，穿着天子的衣服，戴着天子的冠冕，刻了三枚印章，被发觉，王宗自杀。王宗的姐姐王妨是卫将军王兴的夫人，被指控祈祷鬼神给她婆母降灾祸，为了灭口而杀死婢女，被株连治罪，王兴和王妨都自杀而死。